# پاتیل

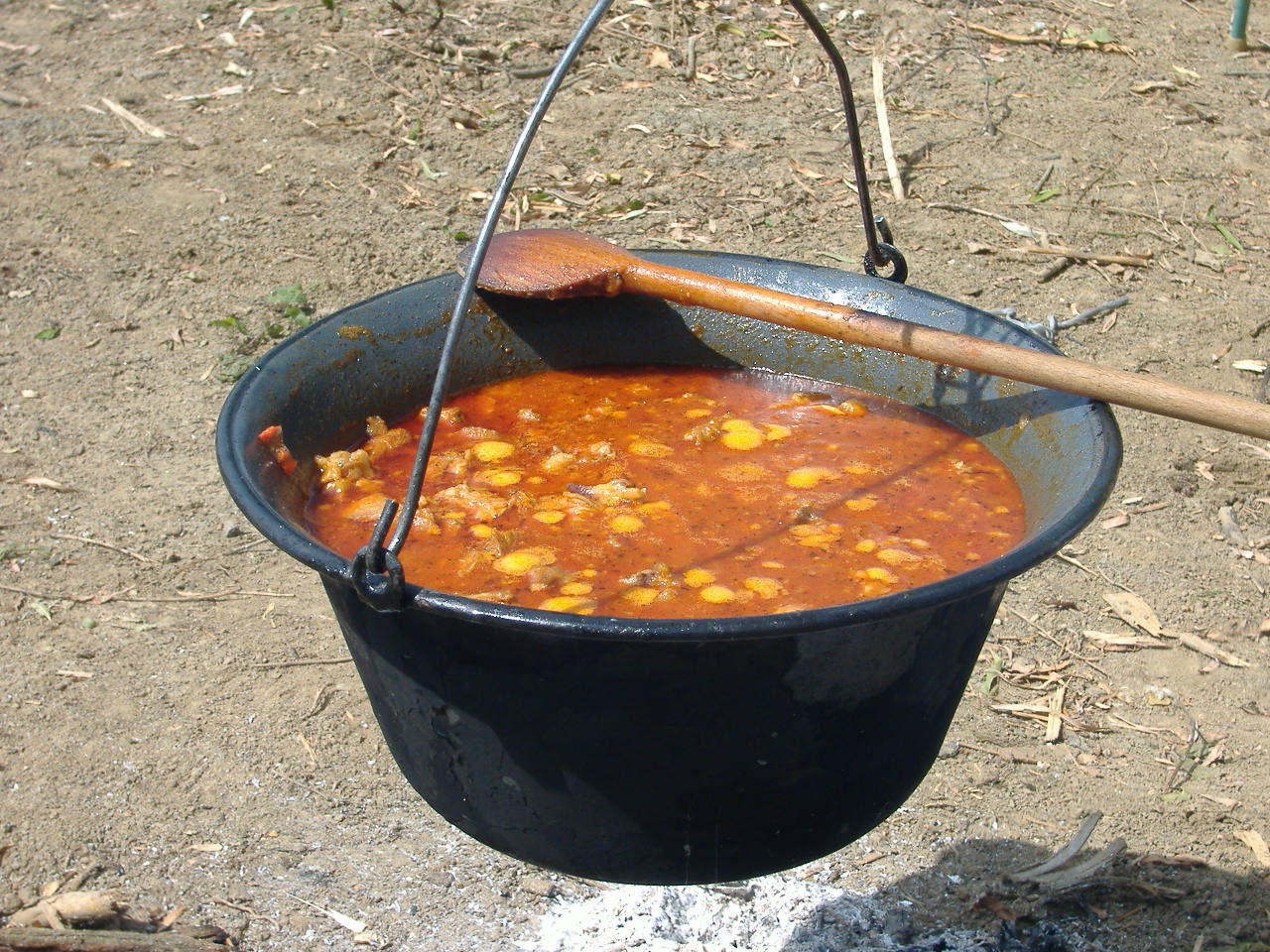
غذای گویاش مجاری در یک پاتیل سنتی (bogrács)

پاتیل یک ظرف بزرگ فلزی (قابلمه) برای پختن غذا یا جوشاندن آب روی یک آتش باز است، این ظرف دهانی باز و اغلب دسته‌ای قوسی شکل دارد.

## نمادگرایی و اساطیر

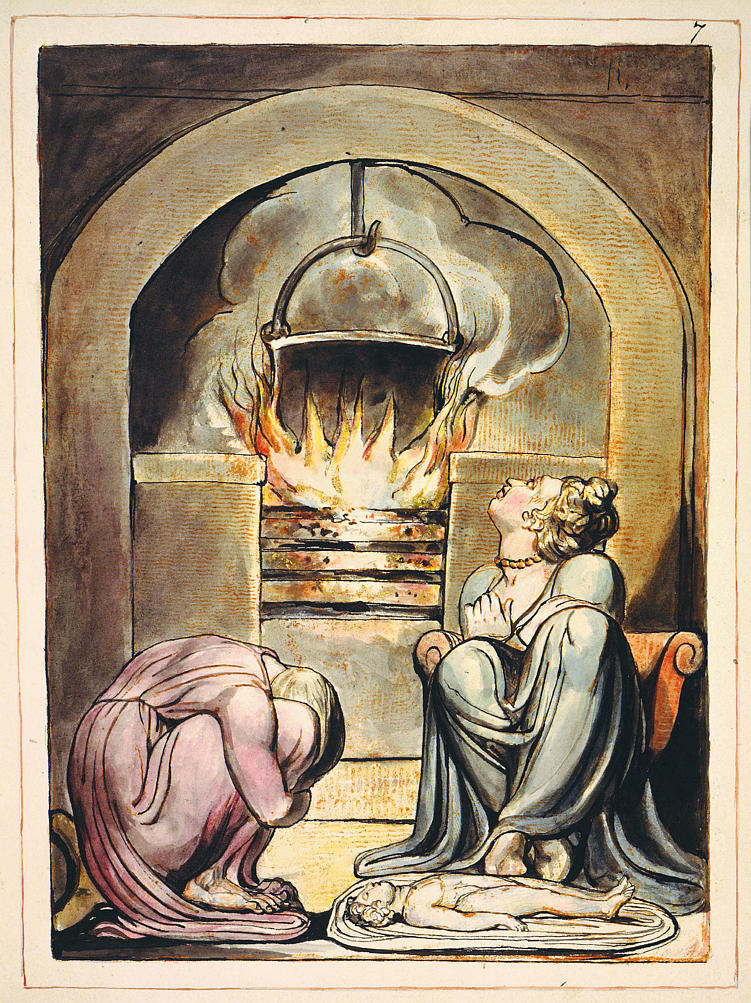
یک پاتیل روی آتش در تصویرگری ویلیام بلیک برای کتاب افسانه اروپا یک پیشگویی که اولین بار در سال ۱۷۹۴ منتشر شد. این نسخه از تصویر در حال حاضر توسط موزه فیتزویلیام نگهداری می‌شود.

پاتیل‌ها در دنیای پیشرفته به عنوان وسیله آشپزی به شدت از مد افتاده‌اند. یک استفادهٔ متداول در فرهنگ غربی، استفاده از پاتیل به عنوان وسیلهٔ جادوگر است، کلیشه‌ای که بوسیلهٔ ادبیات داستانی مختلف مانند نمایشنامه مکبث نوشته شکسپیر محبوب شده‌است. در ادبیات معمولاً جادوگران معجون‌هایشان را در پاتیل آماده می‌کنند. در فولکلور ایرلندی، یک پاتیل مکان نگهداری گنج لپرکان‌ها را لو می‌دهد.
در برخی از اشکال ویکا، با ترکیب جنبه‌های اسطوره‌شناسی سلتی، پاتیل با الهه کریدوِن مرتبط است. اسطوره‌شناسی ولز هم، از پاتیل‌هایی صحبت می‌کند که برای جنگجویان ارتش مفید بودند.
در شاخه دوم مَبی‌نوگیون [اولین داستان‌های نثر ادبیات بریتانیا] در داستان برانون، دختر لیر، دِ پِیر دادنی (پاتیل تولد دوباره) پاتیلی جادویی است که می‌توان جنگجویان مرده را در آن قرار داد تا زنده شوند، فقط آنها قدرت سخن گفتن نخواهند داشت. گمان می‌رود که این جنگجویان فاقد روح هستند، آن‌ها می‌توانند دوباره به میدان نبرد برگردند تا زمانیکه دوباره کشته شوند. در ویکا و برخی از اشکال دیگر سیستم‌های اعتقادی نئوپاگان یا پاگان پاتیل هنوز در کارهای جادویی مورد استفاده قرار می‌گیرد.
اغلب پاتیل از چدن ساخته می‌شود و برای سوزاندن بخور بر روی یک صفحه زغال چوب، برای ساخت نمک سیاه (مورد استفاده در مراسم تبعید)، برای مخلوط کردن گیاهان، یا برای سوزاندن عریضه‌ها (کاغذی با کلمات قدرت یا خواسته‌های نوشته شده در آنها) استفاده می‌شود. پاتیل‌ها نه تنها نماد الهه، بلکه نماد رحم نیز هستند (چون چیزی را توی خود نگه می‌دارند) و بر روی یک محراب نشان‌دهندهٔ زمین است، چون ابزار کاربردی است. پاتیل‌ها اغلب در مغازه‌های عصر جدید یا «متافیزیکال» فروخته می‌شوند و ممکن است نمادهای قدرت‌های مختلفی باشند که بر روی آنها نوشته شده‌است.
جام مقدس ماهیت بریتن گاهی‌اوقات پاتیل نامیده می‌شود، گرچه به‌طور سنتی جام در مورد فنجان دسته‌دار بیشتر از ظرف بزرگی که کلمهٔ پاتیل برای بیان آن به کار می‌رود استفاده می‌شود. ممکن است این از ترکیبی از جام افسانه‌ای با اسطوره‌های پیشین سلتیک از پاتیل‌های جادویی حاصل شده باشد.

## نگارخانه

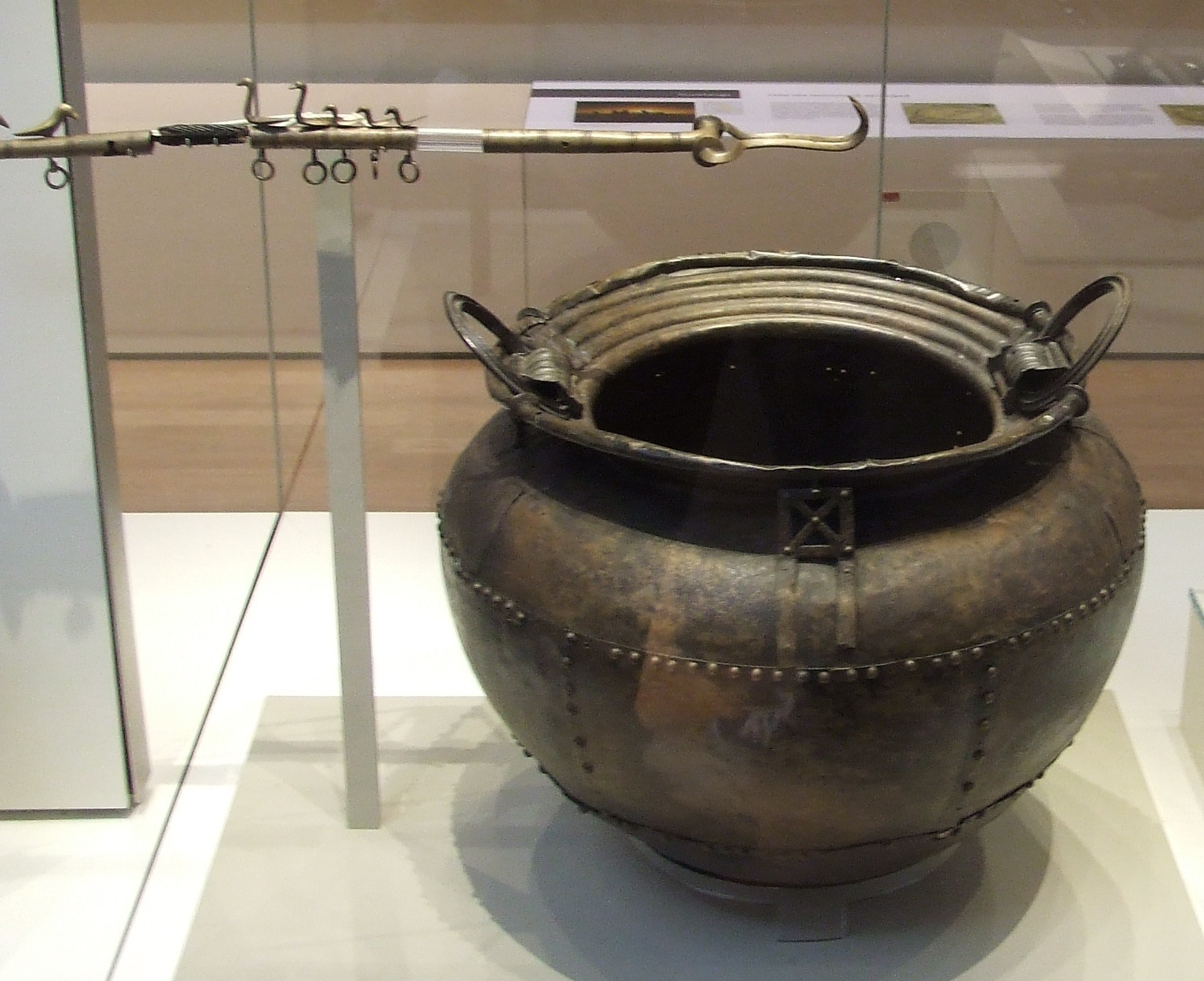
یک پاتیل عصر برنز که از ورق برنزی درست شده‌است.
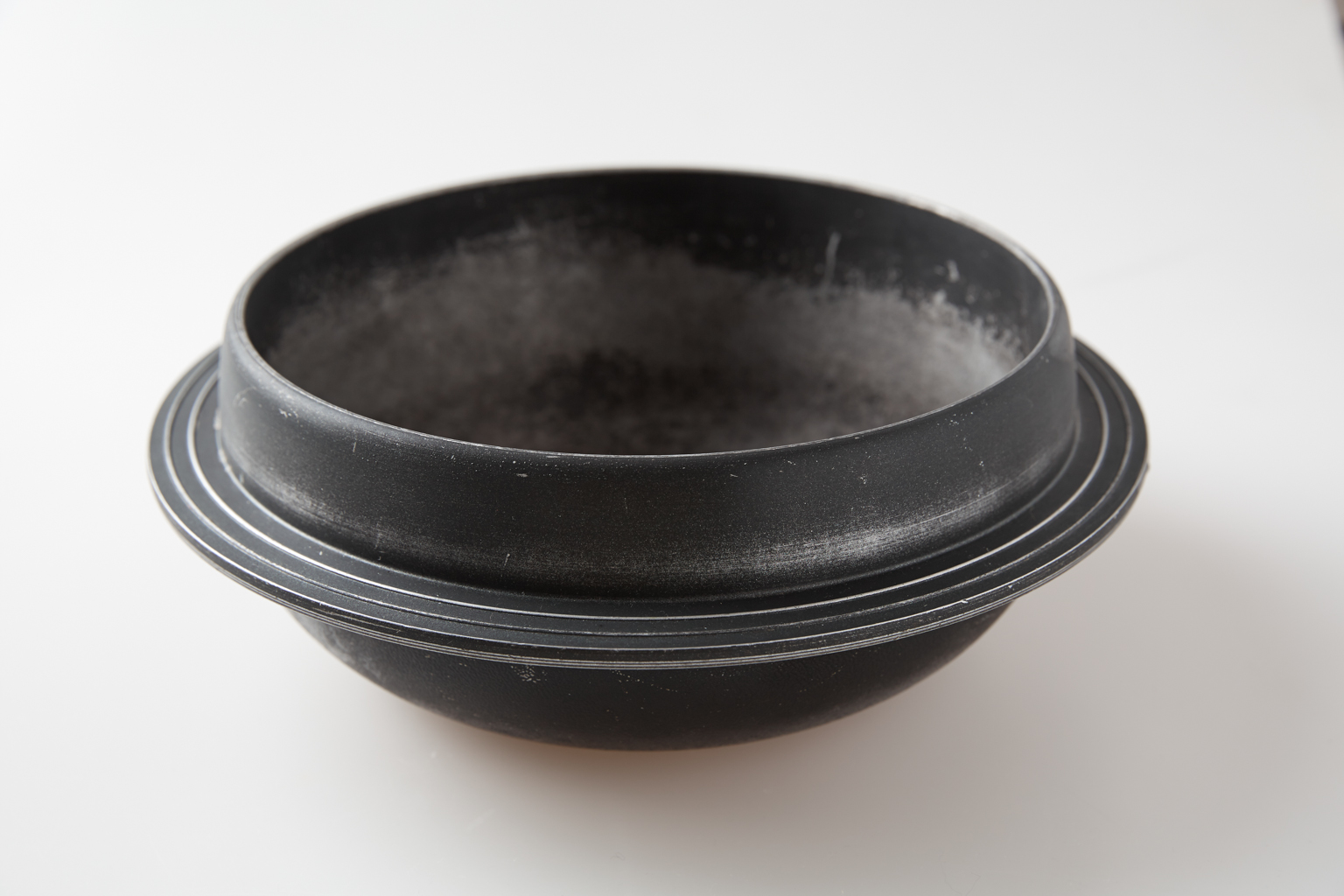
یک پاتیل کره‌ای برای پختن برنج
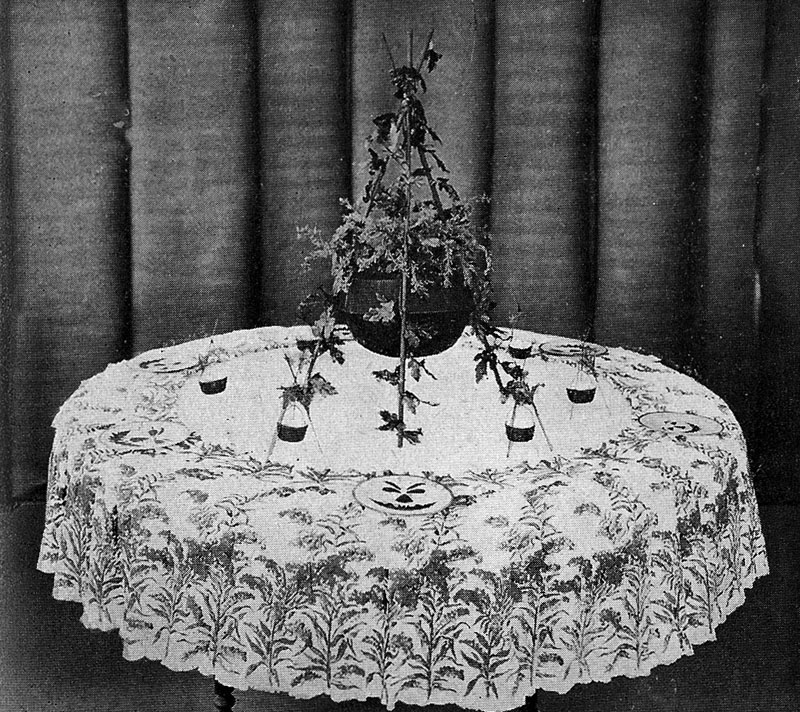
میزی به شکل پاتیل جادوگران
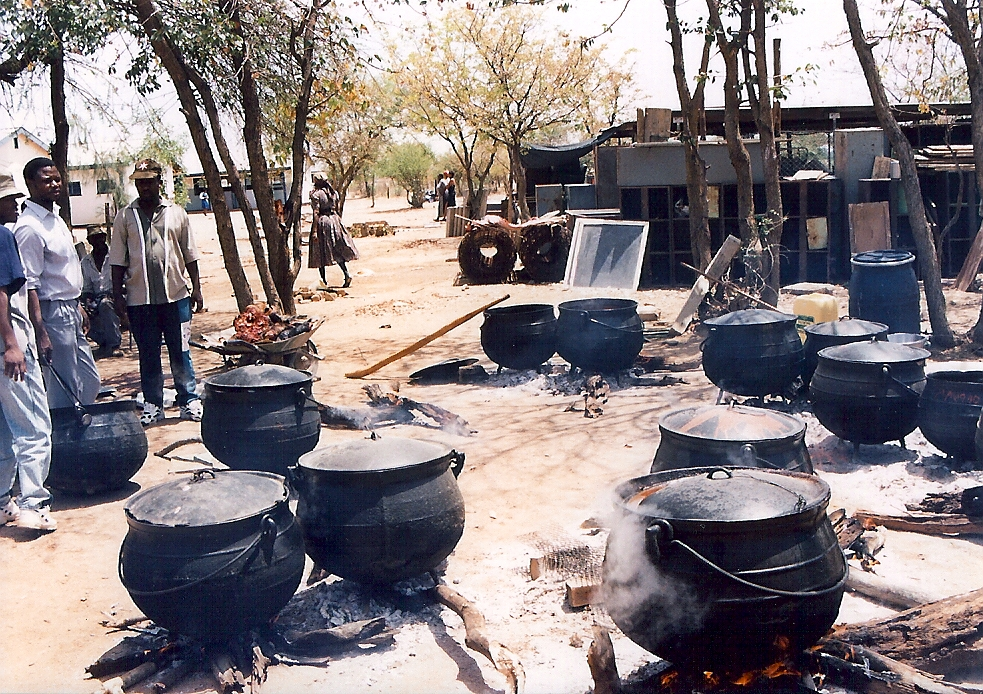
دیگ‌های آهنی سه‌پایه که برای پختن غذا در جشن فارغ‌التحصیلی در بوتسوانا استفاده می‌شود.پخت‌وپز روزانه در آشپزخانه مدرسه انجام می‌شود.
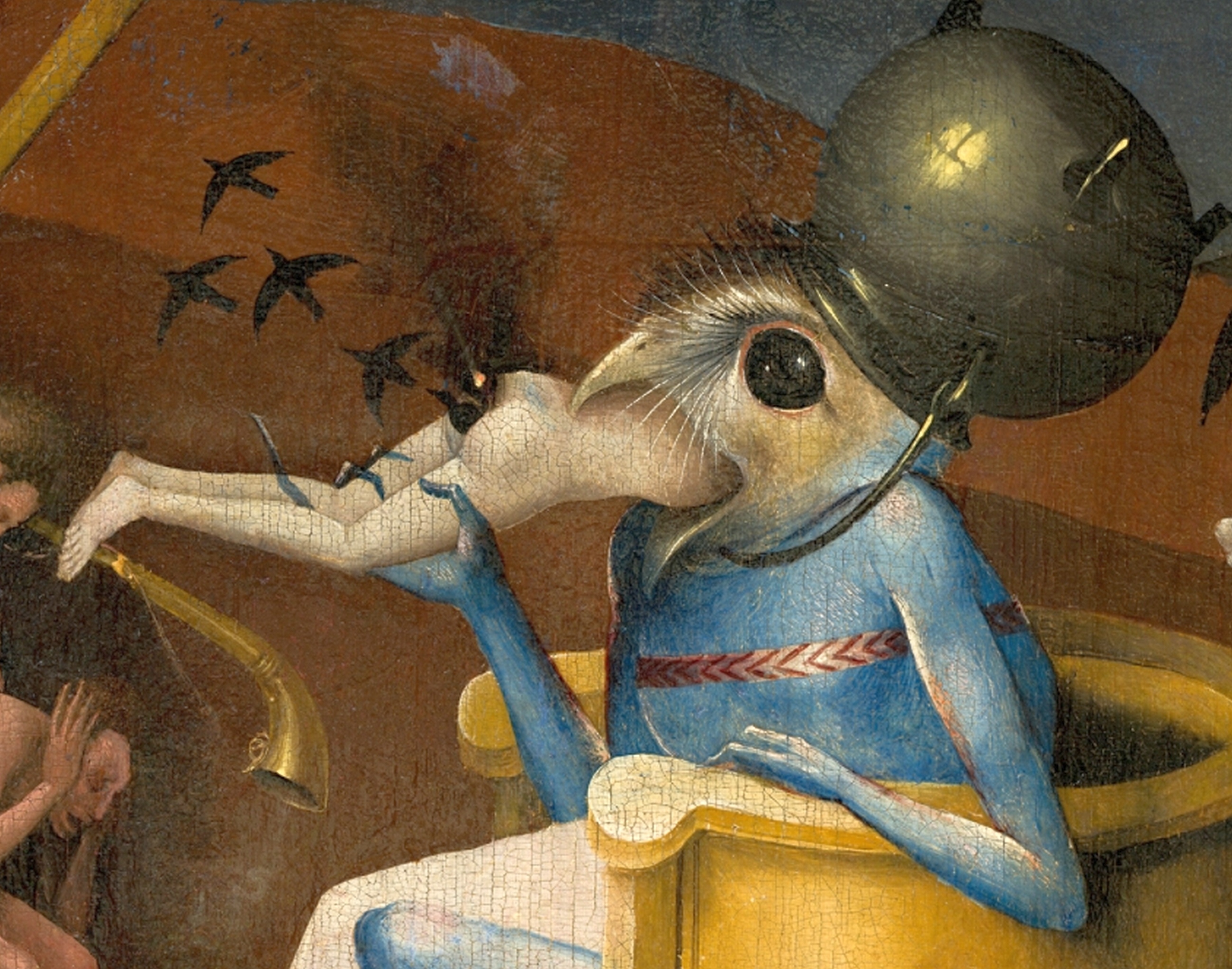
باغ لذت دنیوی،هیولای پرنده‌ای یا «شاهزاده جهنم»(نامی است که از پاتیلی که بر روی سر می‌گذارد)،گرفته شده‌است.
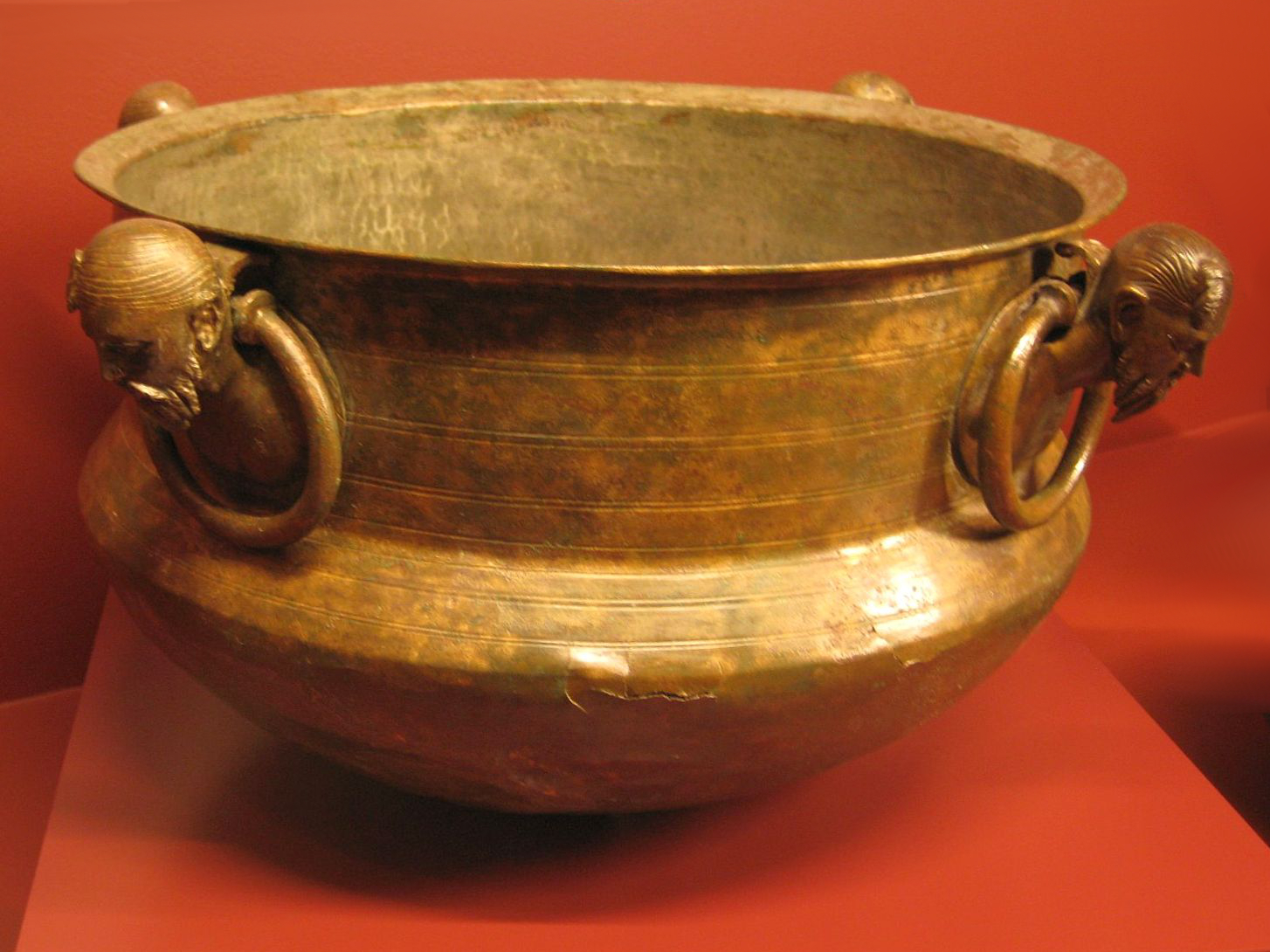
یک پاتیل برنزی رومی که در ۱۹۸۸ جمهوری چک در قبر یک سردار آلمانی کشف شد و تاریخ آن به قرن دوم پیش از میلاد می‌رسد.
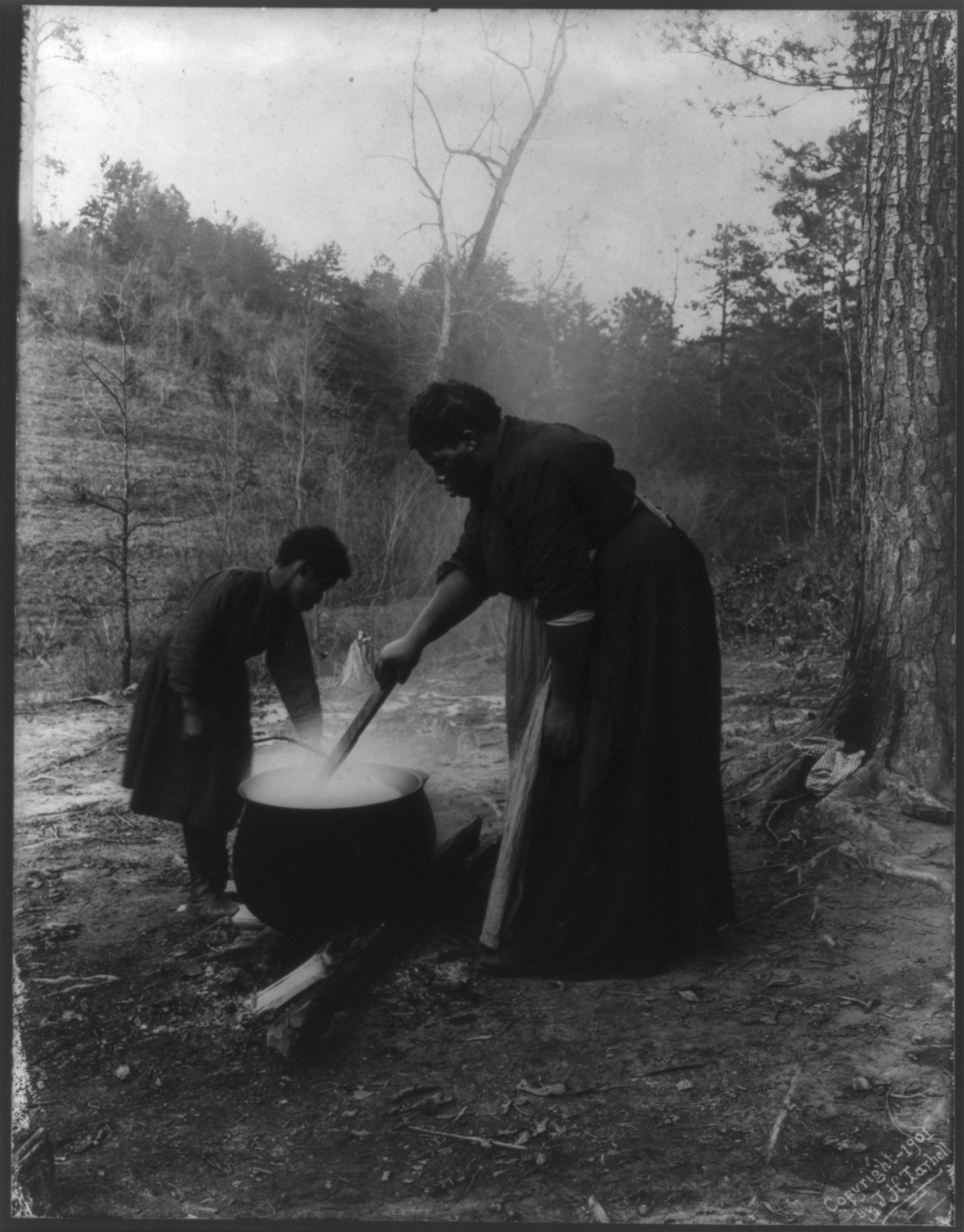
یک زن سیاه‌پوست آمریکایی و فرزندش بیرون خانه نزدیک پاتیلی که آب آن در حال جوشیدن است،ایستاده‌اند. حدود. ۱۹۱۰
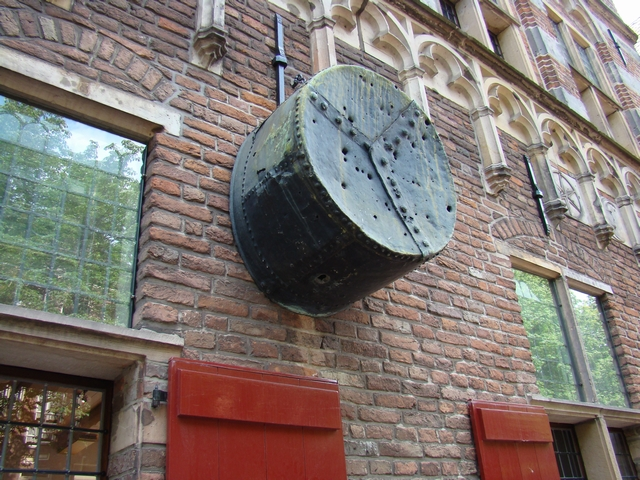
پاتیلی آویزان در دیفنتر (هلند)